# 坦米涅米

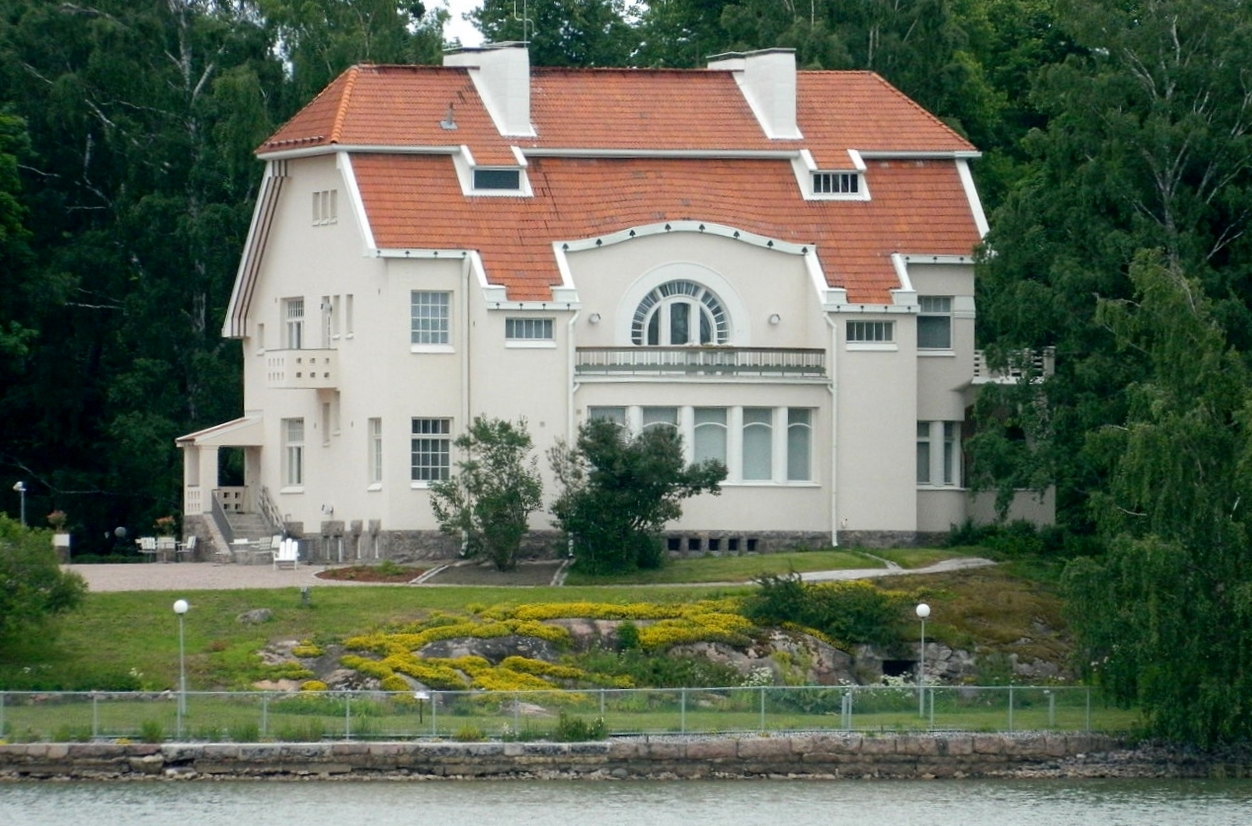
坦米涅米别墅

坦米涅米（芬蘭語：Tamminiemi）是一座位于芬兰首都赫尔辛基美湾区的别墅及故居博物馆。在1940至1981年间，它曾是芬兰总统的三个官邸之一。自1956年起直至他的逝世，总统乌尔霍·吉科宁一直居住在此。自1987年起，该别墅设立为乌尔霍·吉科宁博物馆。该别墅位于靠海的一个公园内。坦米涅米的室内面积约为450平方米，一楼和二楼为生活区，三楼为办公区。